# Svenska KommunalPensionärernas Förbund
SKPF Pensionärerna (bildat 1949 som "Svenska KommunalPensionärernas förbund") är Sveriges tredje största pensionärsorganisation med över 160 000 medlemmar. Förbundet organiserar pensionärer över hela landet i drygt 130 lokala avdelningar.
Liza di Paolo-Sandberg är förbundsordförande sedan den 15 september 2020.
Förbundet är religiöst och politiskt obundet, samt öppet för alla som har någon form av pension oavsett yrkesbakgrund. SKPF Pensionärerna erbjuder sociala aktiviteter, förmåner och försäkringar. Förbundet arbetar även för bättre villkor för landets pensionärer. Jämlika och hållbara pensioner, trygg och säker äldreomsorg, tillgänglig sjukvård över hela landet, samt ett samhälle fritt från åldersdiskriminering är några av SKPF:s viktigaste frågor.
SKPF Pensionärerna medverkar bland annat i regeringens pensionärskommitté och i Socialstyrelsens äldreråd. 
Förbundets medlemstidning Här&Nu ges ut som papperstidning sex gånger om året med en upplaga på drygt 160 000. Tidningens webbplats uppdateras kontinuerligt. 